# Východočeský oblastní přebor 1969/1970
V soubojích Východočeského oblastního přeboru 1969/70 (jedna ze skupin 5. nejvyšší fotbalové soutěže) se utkalo 14 týmů dvoukolovým systémem podzim - jaro. Tento ročník skončil v červnu 1970.

## Výsledná tabulka
Zdroj: 
| Poř. | Tým                           | Z  | V  | R  | P  | VG | OG | B  |
| ---- | ----------------------------- | -- | -- | -- | -- | -- | -- | -- |
| 1.   | TJ Lokomotiva Pardubice       | 26 | 15 | 5  | 6  | 56 | 27 | 35 |
| 2.   | TJ Tesla Pardubice            | 26 | 14 | 6  | 6  | 36 | 21 | 34 |
| 3.   | VTJ Dukla Žamberk             | 26 | 10 | 11 | 5  | 46 | 31 | 31 |
| 4.   | TJ Třebechovice pod Orebem    | 26 | 14 | 1  | 11 | 26 | 25 | 29 |
| 5.   | TJ Jiskra Nový Bydžov         | 26 | 11 | 6  | 9  | 33 | 26 | 28 |
| 6.   | TJ Karosa Vysoké Mýto         | 26 | 11 | 5  | 10 | 34 | 28 | 27 |
| 7.   | TJ Tesla Lanškroun            | 26 | 11 | 4  | 11 | 52 | 44 | 26 |
| 8.   | TJ Letohrad                   | 26 | 9  | 7  | 10 | 26 | 29 | 25 |
| 9.   | TJ Spartak Hlinsko            | 26 | 9  | 7  | 10 | 28 | 31 | 25 |
| 10.  | RH Hradec Králové             | 26 | 9  | 6  | 11 | 36 | 44 | 24 |
| 11.  | TJ Slovan Havlíčkův Brod      | 26 | 7  | 9  | 10 | 34 | 31 | 23 |
| 12.  | TJ Osinek Kostelec nad Orlicí | 26 | 8  | 7  | 11 | 40 | 43 | 23 |
| 13.  | TJ Kolora Semily              | 26 | 8  | 6  | 12 | 36 | 44 | 22 |
| 14.  | VTJ Dukla Přelouč             | 26 | 3  | 6  | 17 | 20 | 64 | 12 |

Poznámky:
- Z = Odehrané zápasy; V = Vítězství; R = Remízy; P = Prohry; VG = Vstřelené góly; OG = Obdržené góly; B = Body

|  | Postup do Divize C 1970/71             |
|  | Sestup do příslušné I. A třídy 1970/71 |